# Campionati del mondo di atletica leggera 2015 - 400 metri ostacoli femminili
La gara dei 400 metri ostacoli femminile dei Campionati del mondo di atletica leggera 2015 si è svolta tra il 23 e il 26 agosto.

## Podio
| Pos.    | Atleta         | Nazionalità | Misura |
| ------- | -------------- | ----------- | ------ |
| Oro     | Zuzana Hejnová | Rep. Ceca   | 53.50  |
| Argento | Shamier Little | Stati Uniti | 53.94  |
| Bronzo  | Cassandra Tate | Stati Uniti | 54.02  |

## Situazione pre-gara

### Record
Prima di questa competizione, il record del mondo e il record dei campionati erano i seguenti.
| Record                | Prestazione | Atleta                  | Data                             | Competizione              |
| --------------------- | ----------- | ----------------------- | -------------------------------- | ------------------------- |
| Record mondiale       | 52"34       | Julija Pečënkina Russia | 8 agosto 2003 Tula, Russia       |                           |
| Record dei campionati | 52"42       | Melaine Walker Giamaica | 20 agosto 2009 Berlino, Germania | Campionati del mondo 2009 |

### Campionesse in carica
Le campionesse in carica, a livello mondiale e continentale, erano:
| Campionessa | Atleta                   | Prestazione | Data                              | Competizione         |
| ----------- | ------------------------ | ----------- | --------------------------------- | -------------------- |
| Olimpico    | Natal'ja Antjuch Russia  | 52"70       | 8 agosto 2012 Londra, Regno Unito | Giochi olimpici 2012 |
| Mondiale    | Zuzana Hejnová Rep. Ceca | 52"83       | 15 agosto 2013 Mosca, Russia      | Mondiali 2013        |

### La stagione
Prima di questa gara, le atlete con le migliori tre prestazioni dell'anno erano:
| Pos. | Atleta                        | Prestazione | Data                                     |
| ---- | ----------------------------- | ----------- | ---------------------------------------- |
| 1    | Shamier Little Stati Uniti    | 53"74       | 13 giugno 2015 Eugene, Stati Uniti       |
| 2    | Zuzana Hejnová Rep. Ceca      | 53"76       | 4 luglio 2015 Paris Saint-Denis, Francia |
| 3    | Sara Slott Petersen Danimarca | 53"99       | 4 luglio 2015 Paris Saint-Denis, Francia |

## Risultati

### Qualificazioni
I 4 migliori tempi di ogni batteria (Q) e i successivi migliori 4 tempi (q) si qualificano per la semifinale.
| Pos. | Batteria | Nome                      | Nazionalità       | Tempo   | Note                                     |
| ---- | -------- | ------------------------- | ----------------- | ------- | ---------------------------------------- |
| 1    | 3        | Cassandra Tate            | Stati Uniti       | 54.27   | Q                                        |
| 2    | 3        | Wenda Nel                 | Sudafrica         | 54.45   | Q                                        |
| 3    | 3        | Meghan Beesley            | Regno Unito       | 54.52   | Q,                                       |
| 4    | 2        | Zuzana Hejnová            | Rep. Ceca         | 54.55   | Q                                        |
| 5    | 2        | Eilidh Child              | Regno Unito       | 54.74   | Q                                        |
| 6    | 1        | Kaliese Spencer           | Giamaica          | 55.03   | Q                                        |
| 7    | 5        | Janieve Russell           | Giamaica          | 55.09   | Q                                        |
| 8    | 4        | Sara Petersen             | Danimarca         | 55.11   | Q                                        |
| 9    | 5        | Denisa Rosolová           | Rep. Ceca         | 55.33   | Q                                        |
| 10   | 3        | Stina Troest              | Danimarca         | 55.56   | Q,                                       |
| 11   | 2        | Anna Yaroshchuk-Ryzhykova | Ucraina           | 55.58   | Q,                                       |
| 12   | 4        | Lauren Wells              | Australia         | 55.65   | Q,                                       |
| 13   | 2        | Léa Sprunger              | Svizzera          | 55.71   | Q                                        |
| 14   | 4        | Vera Rudakova             | Russia            | 55.76   | Q                                        |
| 15   | 1        | Sparkle McKnight          | Trinidad e Tobago | 55.77   | Q                                        |
| 16   | 3        | Axelle Dauwens            | Belgio            | 55.84   | q,                                       |
| 17   | 1        | Elise Malmberg            | Svezia            | 55.97   | Q                                        |
| 18   | 2        | Sage Watson               | Canada            | 56.08   | q                                        |
| 19   | 1        | Eglė Staišiūnaitė         | Lituania          | 56.17   | Q,                                       |
| 20   | 1        | Aurélie Chaboudez         | Francia           | 56.19   | q                                        |
| 21   | 4        | Kori Carter               | Stati Uniti       | 56.22   | Q                                        |
| 22   | 3        | Déborah Rodríguez         | Uruguay           | 56.30   | q,                                       |
| 23   | 5        | Petra Fontanive           | Svizzera          | 56.40   | Q                                        |
| 24   | 5        | Shamier Little            | Stati Uniti       | 56.47   | Q                                        |
| 25   | 5        | Joanna Linkiewicz         | Polonia           | 56.51   |                                          |
| 26   | 1        | Amalie Iuel               | Norvegia          | 56.59   |                                          |
| 27   | 4        | Shevon Stoddart           | Giamaica          | 56.60   |                                          |
| 28   | 5        | Nguyễn Thị Huyền          | Vietnam           | 57.31   |                                          |
| 29   | 4        | Viktoriya Tkachuk         | Ucraina           | 57.38   |                                          |
| 30   | 3        | Ristananna Tracey         | Giamaica          | 57.60   |                                          |
| 31   | 4        | Hayat Lambarki            | Marocco           | 58.05   |                                          |
| 32   | 1        | Xiao Xia                  | Cina              | 58.12   |                                          |
| 33   | 5        | Amaka Ogoegbunam          | Nigeria           | 58.16   |                                          |
| 34   | 3        | Ghofrane Mohammad         | Siria             | 58.61   | Miglior prestazione personale stagionale |
| 35   | 2        | Koki Manunga              | Kenya             | 58.96   |                                          |
| 36   | 2        | Yadisleidy Pedroso        | Italia            | 1:25.15 |                                          |
|      | 1        | Kemi Adekoya              | Bahrein           | DQ      |                                          |

### Semifinali
I primi 2 tempi di ogni semifinale (Q) e i successivi due migliori tempi (q) si qualificano per la finale.
| Pos. | Batteria | Nome                      | Nazionalità       | Tempo | Note                                     |
| ---- | -------- | ------------------------- | ----------------- | ----- | ---------------------------------------- |
| 1    | 3        | Zuzana Hejnová            | Rep. Ceca         | 54.24 | Q                                        |
| 2    | 1        | Cassandra Tate            | Stati Uniti       | 54.33 | Q                                        |
| 3    | 2        | Sara Petersen             | Danimarca         | 54.34 | Q                                        |
| 4    | 2        | Kaliese Spencer           | Giamaica          | 54.45 | Q                                        |
| 5    | 1        | Wenda Nel                 | Sudafrica         | 54.63 | Q                                        |
| 6    | 3        | Janieve Russell           | Giamaica          | 54.78 | Q,                                       |
| 7    | 1        | Eilidh Child              | Regno Unito       | 54.80 | q                                        |
| 8    | 2        | Shamier Little            | Stati Uniti       | 54.86 | q                                        |
| 9    | 1        | Anna Yaroshchuk-Ryzhykova | Ucraina           | 55.16 | Miglior prestazione personale stagionale |
| 10   | 3        | Meghan Beesley            | Regno Unito       | 55.41 |                                          |
| 11   | 2        | Denisa Rosolová           | Rep. Ceca         | 55.73 |                                          |
| 12   | 1        | Axelle Dauwens            | Belgio            | 55.82 | Miglior prestazione personale stagionale |
| 13   | 1        | Léa Sprunger              | Svizzera          | 55.83 |                                          |
| 14   | 3        | Lauren Wells              | Australia         | 56.04 |                                          |
| 15   | 3        | Stina Troest              | Danimarca         | 56.13 |                                          |
| 15   | 3        | Aurélie Chaboudez         | Francia           | 56.13 |                                          |
| 17   | 2        | Sparkle McKnight          | Trinidad e Tobago | 56.21 |                                          |
| 18   | 2        | Petra Fontanive           | Svizzera          | 56.35 |                                          |
| 19   | 2        | Sage Watson               | Canada            | 56.38 |                                          |
| 20   | 1        | Vera Rudakova             | Russia            | 56.41 |                                          |
| 21   | 1        | Déborah Rodríguez         | Uruguay           | 56.47 |                                          |
| 22   | 2        | Eglė Staišiūnaitė         | Lituania          | 56.48 |                                          |
| 23   | 3        | Elise Malmberg            | Svezia            | 56.58 |                                          |
|      | 3        | Kori Carter               | Stati Uniti       | DNF   |                                          |

### Finale
| Pos. | Corsia | Nome            | Nazionalità | Tempo | Note                                    |
| ---- | ------ | --------------- | ----------- | ----- | --------------------------------------- |
|      | 5      | Zuzana Hejnová  | Rep. Ceca   | 53.50 | Miglior prestazione mondiale stagionale |
|      | 2      | Shamier Little  | Stati Uniti | 53.94 |                                         |
|      | 6      | Cassandra Tate  | Stati Uniti | 54.02 |                                         |
| 4    | 4      | Sara Petersen   | Danimarca   | 54.20 |                                         |
| 5    | 9      | Janieve Russell | Giamaica    | 54.65 | Miglior prestazione personale           |
| 6    | 3      | Eilidh Child    | Regno Unito | 54.78 |                                         |
| 7    | 8      | Wenda Nel       | Sudafrica   | 54.94 |                                         |
| 8    | 7      | Kaliese Spencer | Giamaica    | 55.47 |                                         |